# John D. Anderson (Physiker)
John D. Anderson (* 10. Dezember 1930 in Jamestown (New York)) ist ein US-amerikanischer Kernphysiker.
Anderson studierte Physik am San Diego State College (Bachelor 1951) und an der University of California, Berkeley, an der er 1953 seinen Master-Abschluss machte und 1956 promoviert wurde. Gleich danach ging er ans Lawrence Livermore National Laboratory, wo er 1973 Abteilungsleiter, 1978 Assistant Director und später Direktor der Abteilung Physik war.
1961 zeigte er mit Calvin Wong die Existenz von isobaren Analogzuständen (isobaric analogue states, IAS) bei direkten Kernreaktionen mit Spiegelkernen. Bei diesen wird in einer (p,n)-Reaktion ein Proton im Kern gegen ein Neutron ausgetauscht und so der Analogzustand zum ursprünglichen Kernzustand im Spiegelkern erzeugt. Die Analogzustände sind eine Folge und ein Beleg für die Isospin-Unabhängigkeit der Kernkräfte.
1964 wurde er Fellow der American Physical Society. 1972 erhielt er mit Donald Robson den Tom-W.-Bonner-Preis für Kernphysik.